# Sơn La (provincie)
Sơn La is een provincie van Vietnam.
De oppervlakte van de provincie bedraagt 14.174,4 km² en Sơn La telt ruim 1.022.300 inwoners.

## Districten
Sơn La is onderverdeeld in een stad (Sơn La) en tien districten:
- Quỳnh Nhai
- Mường La
- Thuận Châu
- Phù Yên
- Bắc Yên
- Mai Sơn
- Sông Mã
- Yên Châu
- Mộc Châu
- Sốp Cộp